# 사랑 중독
사랑 중독은 사랑에 대한 감정이 개입해 병적으로 격렬한 행동을 보이는 것에 대한 제안 모델이다. 동물과 인간을 대상으로 한 의학적 연구 결과 현재의 의학적 증거가 중독 모델이 보이는 격렬한 행동을 설명하지 못한다고 결론이 내려졌으며, 정신질환 진단 및 통계 편람에서도 사랑 중독에 대해 언급하고 있지 않고 있다.

## 같이 보기
- 리머런스
- 짝사랑